# Gary Stormo

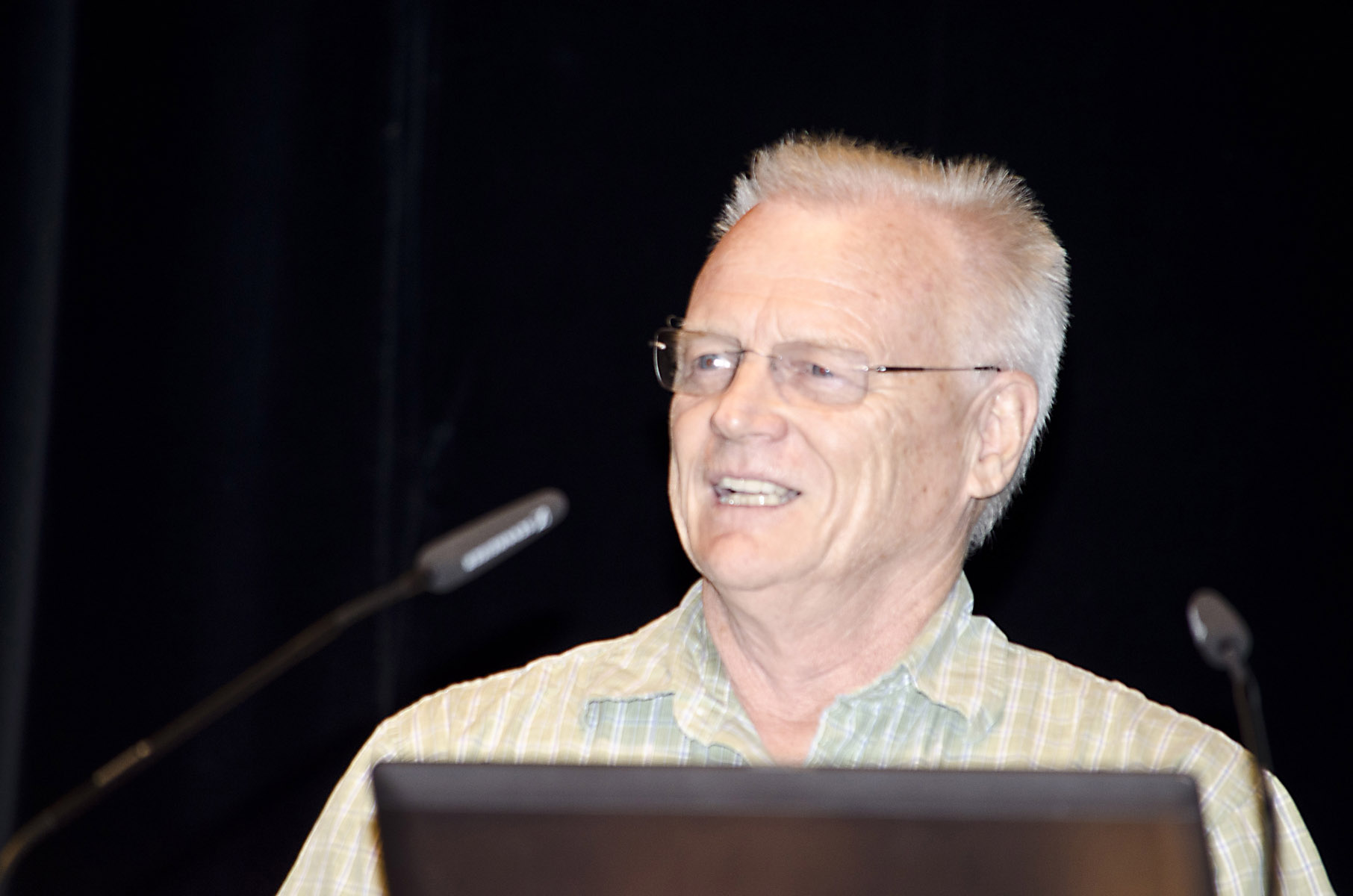
Gary Stormo

Gary Stormo (* 1950 in South Dakota) ist ein US-amerikanischer Genetiker. Er gilt als einer der Pioniere der Bioinformatik.
Stormo studierte zunächst Physik am Caltech, wechselte aber bald darauf zur Biologie. Er wurde an der University of Colorado at Boulder in Molekularbiologie bei Larry Gold promoviert. In den 1980er Jahren waren an der Universität auch noch andere später bekannte Bioinformatiker (Eugene Myers, David Haussler), die sich bei Seminaren des auf diesem Gebiet aktiven Mathematikers Andrzej Ehrenfeucht austauschten. Stormo ist Joseph Erlanger Professor für Genetik an der Washington University in St. Louis.
Stormo war in den 1980er Jahren ein Pionier in der Entwicklung von bioinformatischen Methoden zum Finden von Motiven (motifs), speziellen Mustern, in den Sequenzdaten von Genen. Insbesondere interessierte er sich für wiederkehrende Muster in der Genregulation, die sein Hauptforschungsgebiet wurden. Er führte Profile (oder Positions-spezifische Gewichts-Matrizen, PWM) in die Genanalyse ein.

## Schriften
- Stormo DNA binding sites: representation and discovery, Bioinformatics, Band 16, 2000, S. 16–23